# NATO Missile Firing Installation
Die NATO Missile Firing Installation (NAMFI) ist ein Schießplatz der NATO auf Kreta. Sie befindet sich östlich der Stadt Chania nahe dem gleichnamigen Flughafen.

## Geschichte

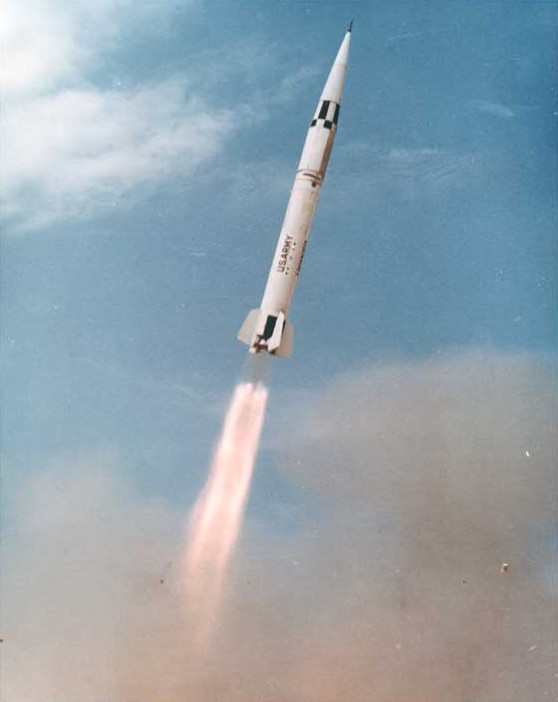
Die SERGEANT-Rakete

An der Ostküste der Halbinsel Akrotiri richtete die NATO im Jahr 1967 für die NATO advisory group einen Übungsplatz für das Training mit Luftverteidigungssystemen SAM NIKE und HAWK ein.

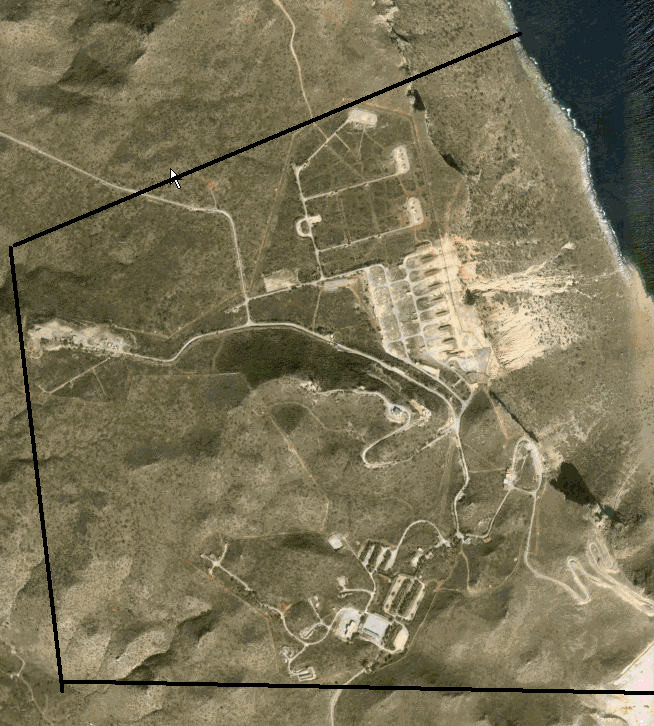
Luftbild des NAMFI-Geländes

Die errichtete Infrastruktur umfasste diverse Flächen für Feuerstellungen, Gebäude, Luftraumüberwachungsradar, Kommunikationseinrichtungen, Unterkünfte, einschließlich der ersten Waffensysteme.
Zur Anlage gehören seither auch ein Teil der Mittelmeerfläche und des Luftraums östlich von Akrotiri, die für jedermann gesperrt werden, wenn Schießbetrieb stattfindet.
Seither übten nahezu alle NATO-Streitkräfte und Armeen befreundeter Staaten mit ihren Flugabwehrkräften den Einsatz ihrer Luftverteidigungssysteme und Fliegerabwehrwaffen im scharfen Schuss. Auch die Boden-Boden-Raketen SERGEANT und LANCE der deutschen Korpsartillerie wurden dort gestartet.
Im Jahr 1996 wechselte die Zielsetzung der Einrichtung vom reinen Waffenschießplatz hin zu einer Anlage, die den taktischen Verbund von Waffensystemen und das Zusammenspiel der NATO-Streitkräfte in der Luftverteidigung trainieren lässt.

## Aktuelle Nutzung

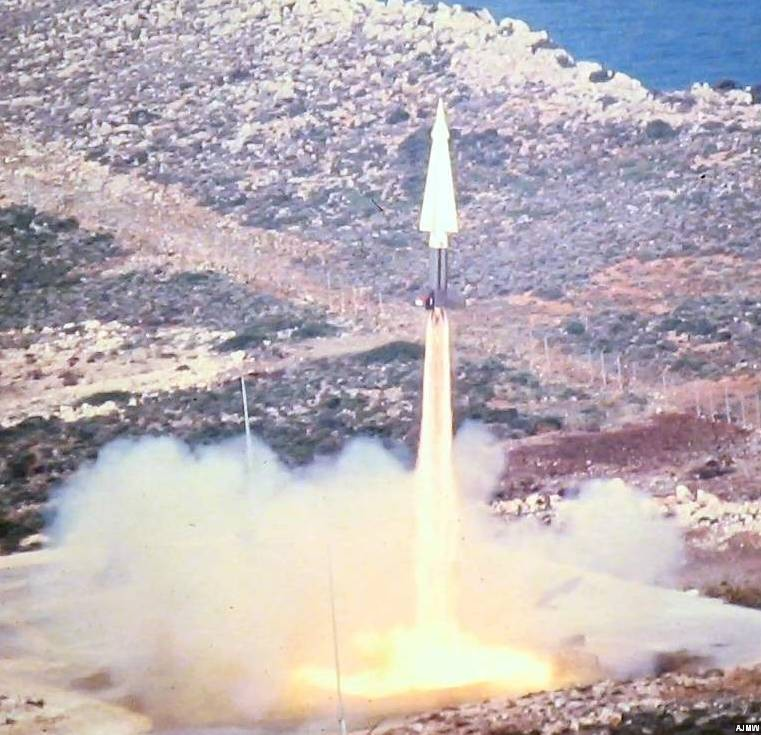
Start einer Nike-Hercules auf dem NAMFI-Gelände

In sogenannten Schießkampagnen, die von den Streitkräften der Nutzerstaaten jährlich geplant werden, bauen die übenden Einheiten ihre mitgebrachten Waffensysteme auf. Parallel dazu organisieren dazu beauftragte Firmen die für die Bedrohungsdarstellung notwendige Infrastruktur. Im Zuge der erhöhten Anforderungen des Gefechts verbundener Waffensysteme nehmen zunehmend verschiedene Teilstreitkräfte (auch aus unterschiedlichen Nationen) gleichzeitig an einer Schießkampagne teil. So kommt es vor, dass neben Heeresflugabwehrtruppen und FlaRak-Verbänden der Luftwaffe auch Fregatten der Deutschen Marine gemeinsam üben. Die Herausforderung liegt dann vor allem in der Vernetzung und Kommunikation der Verbände und Flugabwehrsysteme.

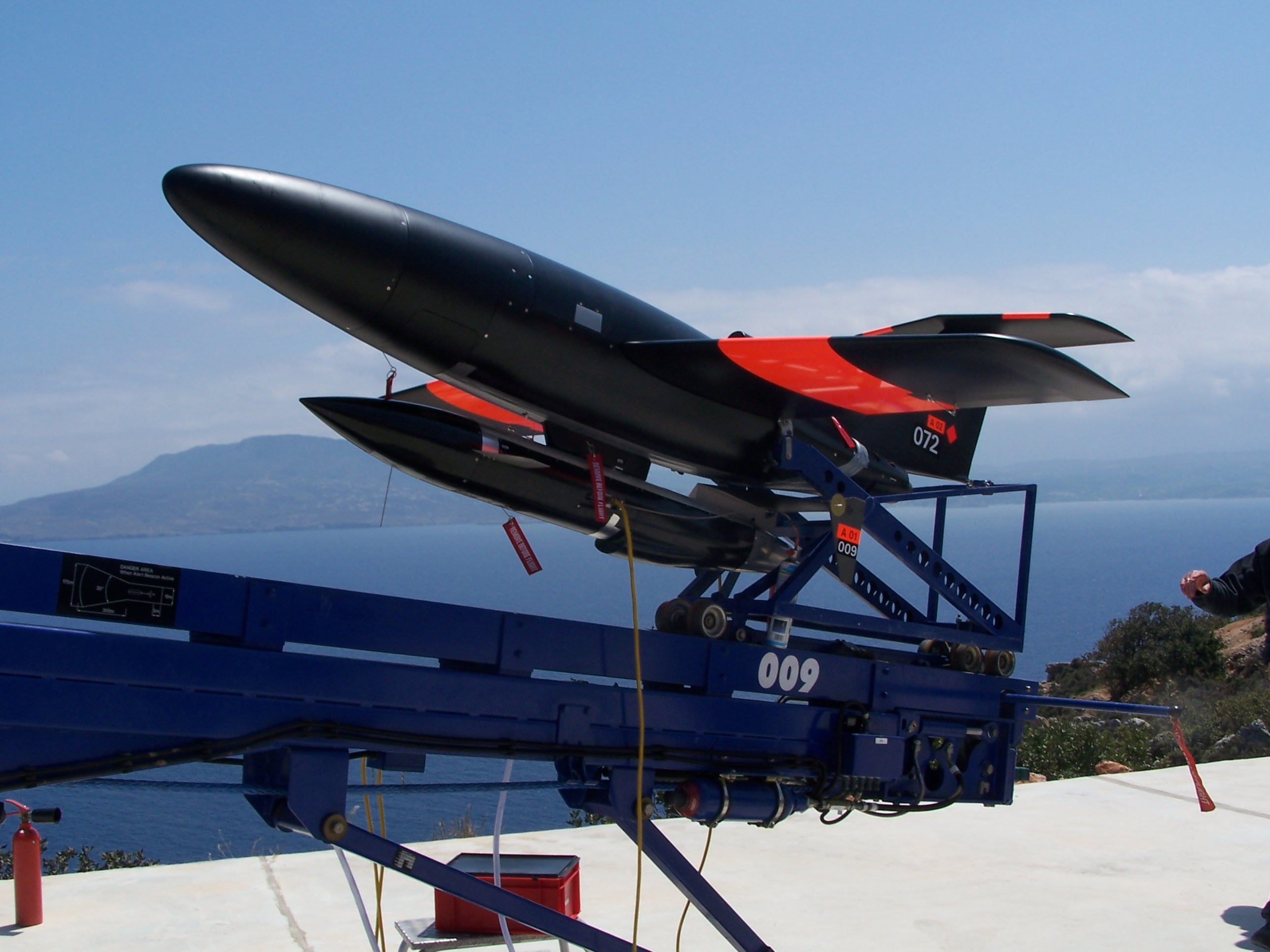
Moderne Drohnenkonfiguration

Im eigentlichen Missionsteil, während dessen das Beschränkungsgebiet aktiviert ist (Sperrung von Luftraum und Seegebiet), werden die Zieldarstellungskörper gestartet. Sie bewegen sich auf vorher geplanten Routen, die in Abstimmung mit der übenden Einheit auf das Trainingsziel zugeschnitten sind. Die aktuell auf NAMFI zum Einsatz kommenden Zieldarstellungssysteme der EADS Military Air Systems sind in der Lage, gleichzeitig bis zu acht Zieldarstellungsdrohnen im Luftraum als „Freund-Feind“-Darstellung zu bewegen. In derart simulierten Bedrohungsszenarien werden die Zieldarstellungsdrohnen von der Waffenleitanlage und/oder dem Waffenbediener erfasst und „verfolgt“, um dann im finalen Schuss zu beweisen, dass die Bedrohung erfolgreich abgewehrt werden konnte. Nicht getroffene Zieldarstellungskörper kehren in ein Bergegebiet (meist nördlich der NAMFI-Grenze) zurück, wo sie automatisch oder auch manuell gelandet werden.
Erstmals 2008 fand die Simulation eines ballistischen Angriffs statt. Von einer 170 km nordöstlich gelegenen Insel aus wurde eine zweistufige STAR-Rakete (Supersonic Target Rocket) in Richtung Akrotiri abgefeuert. Im sogenannten „Salvo-Schuss“ (gleichzeitiger Start mehrerer Lenkflugkörper) wehrten Patriot-Raketen den „Angreifer“ erfolgreich ab.
Nach dem Ende des Missionsfensters (Zeitraum der Sperrung des Beschränkungsgebietes) werden die Zieldarstellungskörper geborgen. Dabei werden wegen der zerklüfteten, felsigen Landschaft Hubschrauber eingesetzt, welche die Drohnen als Außenlast zum Startplatz Pervolitsa zurückfliegen. Taucher mit Schlauchbooten holen die ins Wasser gefallenen Drohnen zurück, solange sie noch nicht gesunken sind. Die Soldaten werten bereits zu dieser Zeit die Trainingsergebnisse aus. Die übenden Einheiten bauen dann ihre Waffensysteme wieder ab und reisen in ihre Heimatländer zurück.

## Organisation
Die NAMFI-Range steht zurzeit unter der Leitung des griechischen Brigadegenerals Ippokratis Daskalakis. Die Hauptnutzernationen Deutschland und Niederlande werden durch Verbindungsoffiziere vertreten.

## Sonstiges
Am 2. Februar 1975 stürzte eine Luftwaffen-Transall des Lufttransportgeschwaders 63 im Landeanflug in den Bergen der Insel ab. An Bord befanden sich neben der Luftfahrzeugbesatzung 34 Soldaten des Flugabwehrraketenbataillons 39, die auf dem Weg zur Teilnahme an der jährlichen „Annual Shooting Practice“ auf dem Schießplatz waren. Sämtliche 42 Insassen kamen dabei ums Leben.